# Hoplotarache semialba
Hoplotarache semialba là một loài bướm đêm trong họ Noctuidae.